# 加氏鏢鱸
加氏鏢鱸為輻鰭魚綱鱸形目鱸亞目河鱸科的其中一種，分布於美國北卡羅來納州及維吉尼亞州的New河流域，體長可達8.6公分，棲息在礫石底質的溪流。